# ФК Бразиљенсе
Фудбалски клуб Бразиљенсе (порт. Brasiliense Futebol Clube) је бразилски фудбалски клуб из Дистрито Федерала, основан 1. августа 2000.